# Opazovalni sistem
Opazoválni sistém je sestav koordinatnega sistema, glede na katerega je določena lega telesa, in ure, s katero izmerimo čas. V fiziki za opazovalni sistem navadno izberemo nepospešen inercialni opazovalni sistem, v katerem ne delujejo sistemske sile. V geodeziji in sorodnih vedah navadno definiramo opazovalni sistem, vezan na Zemljo.
Dogodke, določene v različnih opazovalnih sistemih, lahko primerjamo s primerno transformacijo koordinatnega sistema. Med njimi so:
- Galilejeva transformacija – predpis, s katerim v klasični mehaniki dogodek, določen v izbranem inercialnem opazovalnem sistemu, pretvorimo v dogodek v drugem inercialnem opazovalnem sistemu, ki se giblje s stalno hitrostjo glede na prvega,
- Helmertova transformacija ali sedemparametrična transformacija – predpis, s katerim v geodeziji in satelitski navigaciji meritev v koordinatnem sistemu nekje na zemeljskem površju pretvorimo v koordinatni sistem drugje na zemeljskem površju, pri čemer upoštevamo geoidno obliko Zemlje,
- Lorentzeva transformacija – predpis, s katerim lahko v posebni teoriji relativnosti dogodek, določen v izbranem inercialnem opazovalnem sistemu, pretvorimo v dogodek v drugem inercialnem opazovalnem sistemu, ki se giblje s stalno hitrostjo glede na prvega, tudi kadar je ta hitrost primerljiva s hitrostjo svetlobe,
- Rindler-Møllerjeva transformacija – predpis, s katerim pretvorimo 1+3 razsežen prostor Minkowskega v inercialnem opazovalnem sistemu v prostor neinercialnega opazovalnega sistema. Transfomacijo na primer uporabljamo pri opisu gibanja točastega telesa v homogenem gravitacijskem polju, po navadi v okviru splošne teorije relativnosti.